# Mattias Andersson
Mattias Erik Andersson (ur. 29 marca 1978 w Malmö) – szwedzki piłkarz ręczny, reprezentant kraju grający jako bramkarz. Obecnie występuje w Bundeslidze, w drużynie SG Flensburg-Handewitt.
Mistrz Europy z 2000 r. Turniej odbywał się w Chorwacji. Wicemistrz olimpijski 2012 z Londynu.

## Życie prywatne
Jego ojciec – Thomas reprezentował Szwecję w latach 70. Ma żonę Annę, córkę Livię i syna Eliego.

## Sukcesy

### reprezentacyjne
- mistrzostwo Europy  2000
- wicemistrz olimpijski  2012

### klubowe
- mistrzostwo Niemiec  2002, 2005, 2006, 2007, 2008
- wicemistrzostwo Niemiec  2012
- puchar Niemiec  2007, 2008
- zwycięstwo w Lidze Mistrzów  2007
- puchar EHF  2002, 2004
- puchar Zdobywców Pucharów  2012

## Nagrody indywidualne
- Najlepszy bramkarz w Bundeslidze:
  - sezonu 2010/11
  - sezonu 2011/12